# NGC 2495
NGC 2495 est une galaxie spirale (ou irrégulière ?) relativement éloignée et située dans la constellation du Lynx. NGC 2495 a été découverte par l'astronome irlandais R. J. Mitchell en 1855.

## Caractéristiques
Sa vitesse par rapport au fond diffus cosmologique est de 8 582 ± 12 km/s, ce qui correspond à une distance de Hubble de 126,6 ± 8,9 Mpc (∼413 millions d'al).

### Émission de radiation ultraviolette
NGC 2495 est une galaxie dont le noyau brille dans le domaine de l'ultraviolet. Elle est inscrite dans le catalogue de Markarian sous la cote Mrk 383 (MK 383).